# Labyrinthe de Samsø

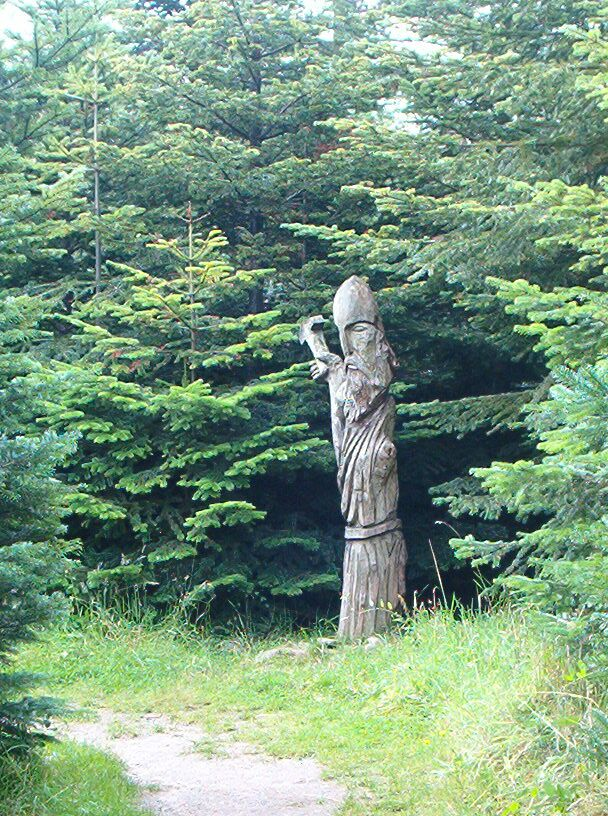
Statue du Dieu nordique Thor.

Le labyrinthe de Samsø est le plus grand labyrinthe au monde, d'une superficie de 6 ha, soit l'équivalent de douze terrains de football. Il est situé au nord de l'île de Samsø, au Danemark. Le labyrinthe est composé de haies et les 5,5 km de chemin s'entrecroisent en 186 intersections.

## Localisation
Le labyrinthe se situe au nord de l'île danoise de Samsø, au-dessus de Nordby et en deçà d'Issehoved.

## Historique
Le labyrinthe de Samsø est ouvert au public le 6 mai 2000.

## Composition, faune et flore
Quelque 50 000 arbres, certains âgés de 30 ans, composent le labyrinthe. Il comporte 5,5 km de chemins, s'entrecroisant pour former 186 intersections.
25 espèces d'animaux, lièvres, chevreuils, renards et principalement des oiseaux, sont recensées sur le site.

## Attraction touristique
Conçu comme une attraction touristique, le Samsø Labyrinten contient en son centre différentes zones à thème : un temple viking, une réplique à l'échelle de la pyramide de Khéops, un cercle de pierre, et quatre squares dont un dédié à Hans Christian Andersen.
Pour orienter le visiteur, des livrets proposant des questions / réponses, une réponse associée à chaque chemin existent, permettant de s'orienter plus rapidement vers une des zones du labyrinthe.
Le site attire 20 000 visiteurs par an.